# Végh Adorján
Alistáli és Laki Végh Adorján (Nemesócsa, 1848. április 15.  – 1899. február 12.) földbirtokos, amatőr régész.

## Élete
Szülei Alistáli és Laki Végh József honvéd kapitány és Tali és Szécsiszigeti Thaly Emília.
Nemesócsán lakott, ott is volt eltemetve a családi sírboltban. Régészeti gyűjteményét, amelyet nagyrészt a Csallóközben végzett ásatásaiból szerzett, a komáromi történeti és régészeti múzeum egyletre hagyta. Ennek alapításában is részt vállalt. Szép legyezőgyűjteményt is magáénak mondhatott. Részt vett az 1876-os budapesti nemzetközi régészeti konferencián, ill. 1879-től tagja volt az Országos Régészeti és Embertani Társulatnak is.
A Komárom-Vármegyei és Komárom Városi Történeti és Régészeti Egylet alapító tagjaként az egylet múzeumi gyűjteményének is ajándékozott értékes műtárgyakat, régiségeket és 48-as emlékeket.

## Művei
- 1861 Az Árpádkori királyok pénzei. Budapest.
- 1880 A nemesócsai ref. egyház kelyhe. Komáromi Lapok I július
- 1880 A nemesócsai pogány magyar temető Végh Adorján kertjében. Komáromi Lapok I július
- 1881 Népvándorláskori telep a Csallóközben. Arch. Ért. I, 132.
- 1886 Halomdombi leletről. Arch. Ért. VI, 47-49.
- 1887 A halomdombi leletekről. Arch. Ért. VII, 166-171.